# Apostoliskt brev
Apostoliskt brev, även kallat påvligt brev, är en form av dokument som utfärdas av påven i den romersk-katolska kyrkan som riktar sig från påven till alla katoliker. Ett apostoliskt brev kan behandla frågor inom kyrkan eller allmänna frågor av intresse hos de troende. Ett apostoliskt brev kan förekomma i olika former; exempelvis som motu proprio vilket är ett apostoliskt brev som utfärdats på påvens eget initiativ. Ett apostoliskt brev skiljer sig från till exempel en encyklika genom att den senare generellt är av större vikt än ett apostoliskt brev. Vidare adresserar en encyklika generellt hela kyrkan eller delar av den.
Påvarna började redan i den tidiga kyrkan att utfärda kanonisk rätt för hela kyrkan, såväl som för enskilda individer, i brevform.

## Exempel på apostoliska brev
- Ordinatio Sacerdotalis av påve Johannes Paulus II, 1994.
- Summorum pontificum av påve Benedictus XVI, 2007.
- Patris Corde av påve Franciskus, 2020. [5]
- Traditionis custodes av påve Franciskus, 2021.[6]